# Metridium
Metridium is een geslacht van zeeanemonen uit de familie van de Metridiidae.

## Soorten
- Metridium canum Stuckey, 1914
- Metridium dianthus
- Metridium exilis Hand, 1956
- Metridium farcimen (Tilesius, 1809)
- Metridium huanghaiensis Pei, 1998
- Metridium parvulum McMurrich, 1904
- Metridium senile (Linnaeus, 1761)